# 梅林遺址
梅林遺址（別名：湖山水庫遺址、斗六遺址），位於雲林縣斗六市丘陵地湖山水庫開發地現址。目前因水庫興建，梅林遺址正快速破壞殆盡。

## 周遭遺址
- 古坑大坪頂遺址屬新石器時代晚期文化，約3000~2000B.P.